# Tablet

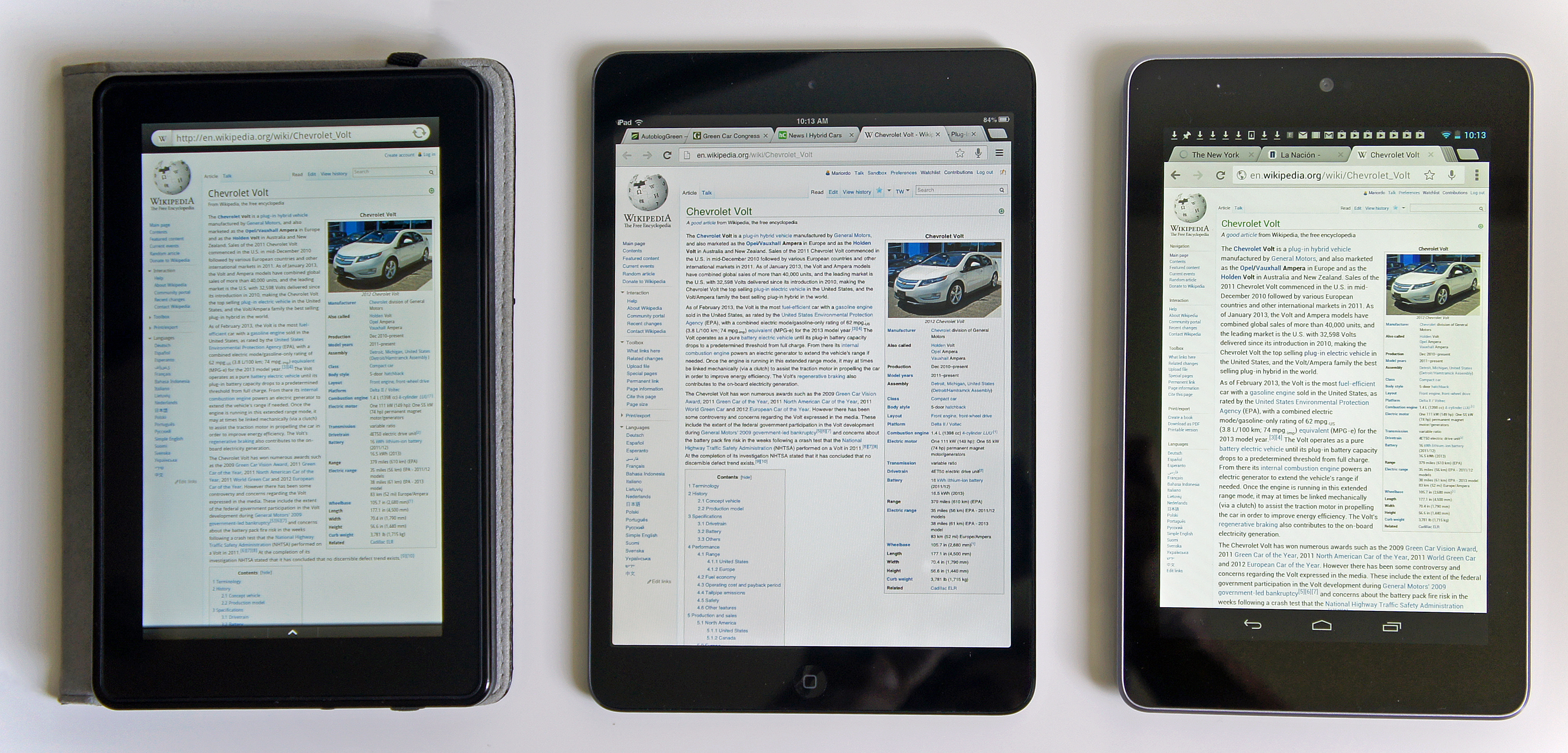
Comparação de diferentes tablets: Amazon Fire (esquerda), iPad mini (centro), e Nexus 7 (direita)

Um tablet ou táblete é um dispositivo pessoal em formato de prancheta que pode ser usado para acesso à Internet, organização pessoal, visualização de fotos, vídeos, leitura de livros, jornais e revistas, para entretenimento com jogos e interação com pessoas distantes usando o Skype e o Hangouts. Apresenta um ecrã tátil, que é o dispositivo de entrada principal. Geralmente têm telas de 18 centímetros ou mais (medidos na diagonal).
O formato do tablet foi conceituado em meados do século XX (Stanley Kubrick retratou tablets fictícios no filme de ficção científica de 1968, 2001: Uma Odisseia no Espaço) e prototipado e desenvolvido nas duas últimas décadas daquele século. Em 2010, a Apple lançou o iPad, o primeiro tablet do mercado de massa a alcançar grande popularidade. Depois disso, os tablets rapidamente se tornaram onipresentes e logo se tornaram uma grande categoria de produtos usados para aplicativos pessoais, educacionais e no local de trabalho. Entre seus usos populares estão assistir a apresentações, fazer videoconferências, ler e-books, assistir a filmes, compartilhar fotos e muito mais. Em 2021, havia 1,28 bilhão de usuários de tablets em todo o mundo, de acordo com dados fornecidos pela Statista, enquanto a Apple detém a maior participação de mercado de fabricantes, seguida pela Samsung e pela Lenovo.

## Designação em português

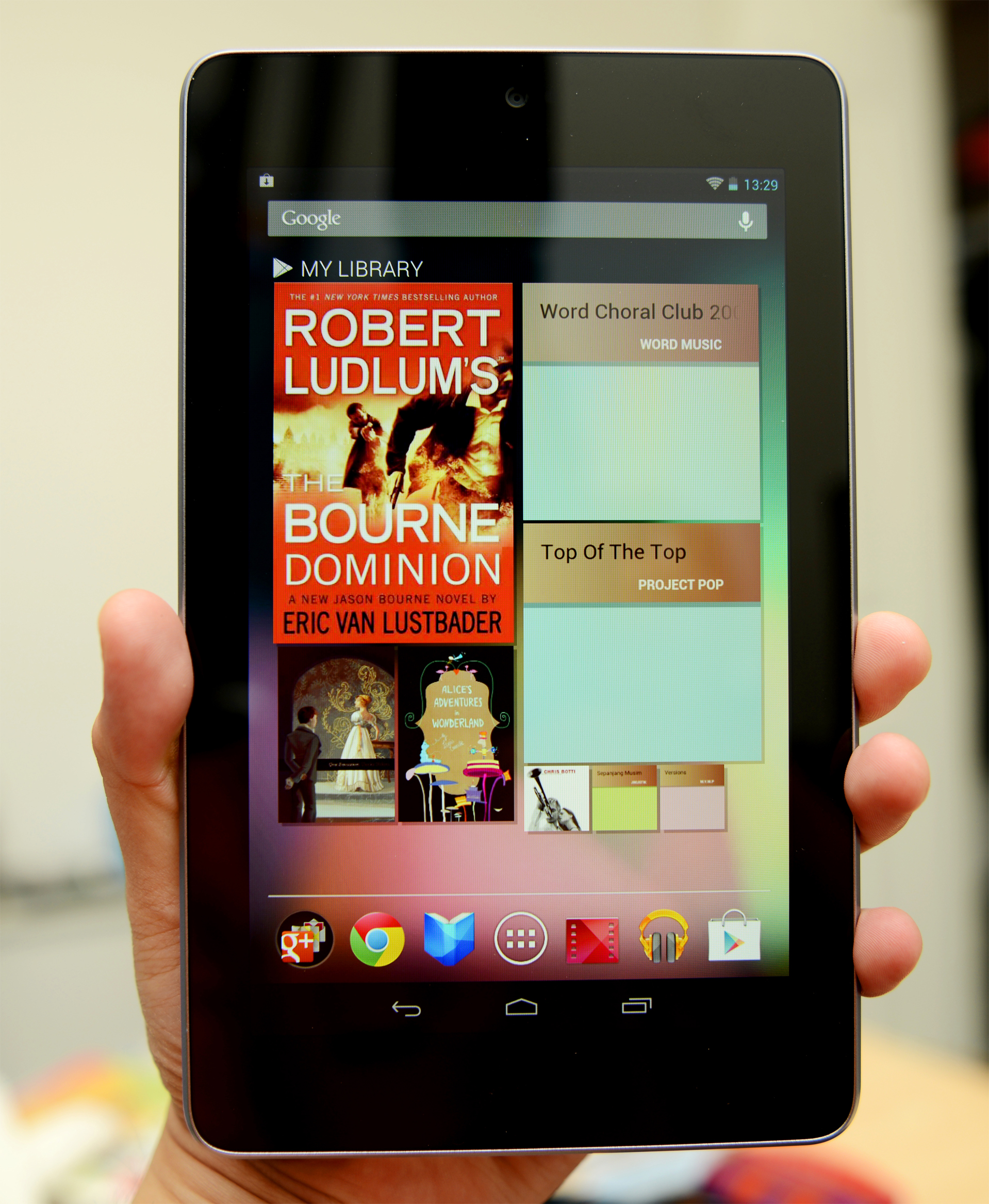
Nexus 7, tablet da Google e Asus

A adaptação de termos estrangeiros é um enorme desafio para todas as línguas, não sendo a portuguesa exceção. Um conceito pode ser enquadrado nas estruturas fonológicas e morfológicas de uma língua de vários modos: por mera adaptação gráfica, que em geral preserva a fonologia (no nosso caso, o chamado aportuguesamento), ou pelo estabelecimento de correspondência, quando possível, do termo estrangeiro com um termo semelhante ou equivalente da língua em questão, que, quando em uso, adquire um novo sentido, ou, quando em desuso, é de novo trazido para a atualidade, também com sentido diferente do original.
No caso de tablet, aportuguesando, surge a forma táblete, totalmente fiel à fonologia. No entanto, muitos defendem que a segunda via de adaptação é preferível, não havendo necessidade de "inventar" palavras, quando já existem termos prontos a reutilizar, a adquirir novo sentido polissémico. Uma sugestão é a utilização do termo tablete, bem similar, que adquiriria assim novo sentido. No entanto, há quem veja esta hipótese como uma não-solução, já que "tablete" é uma mera adaptação do francês "tablette" (diminutivo de "table", «mesa; placa de qualquer matéria cuja forma é plana»). Ou seja, estar-se-ia a evitar uma palavra inglesa, utilizando uma outra diretamente proveniente do francês... Assim, surgem sugestões bem portuguesas como prancheta, vocábulo já usado como sinónimo de mesa digitalizadora («dispositivo periférico de computador que permite a alguém desenhar imagens diretamente no computador» - afinal, o que para os leigos parece um antepassado dos novos tablets), ou até mesmo lousa, que é o equivalente do termo inglês "slate", recentemente em voga para denominar produtos de características iguais ou próximas do equipamento em causa.

## História

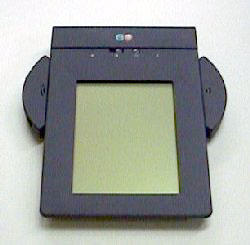
EO Communicator de 1993

Os primeiros dispositivos deste tipo que chegaram ao mercado foram chamados "tablet PCs". Estes dispositivos eram operados com o toque de uma caneta especial e utilizavam os mesmos sistemas operacionais presentes nos PCs convencionais, às vezes levemente adaptados para o uso com telas sensíveis ao toque.
O primeiro grande lançamento desses dispositivos foi feito pela Microsoft que em um grande evento realizado em 2002, apresentou o Tablet PC com Windows XP, Bill Gates empolgou muitas empresas, e vendeu milhares de unidades logo de inicio, o sucesso era que o aparelho trazia tudo o que um computador portátil tinha a oferecer e era tátil.

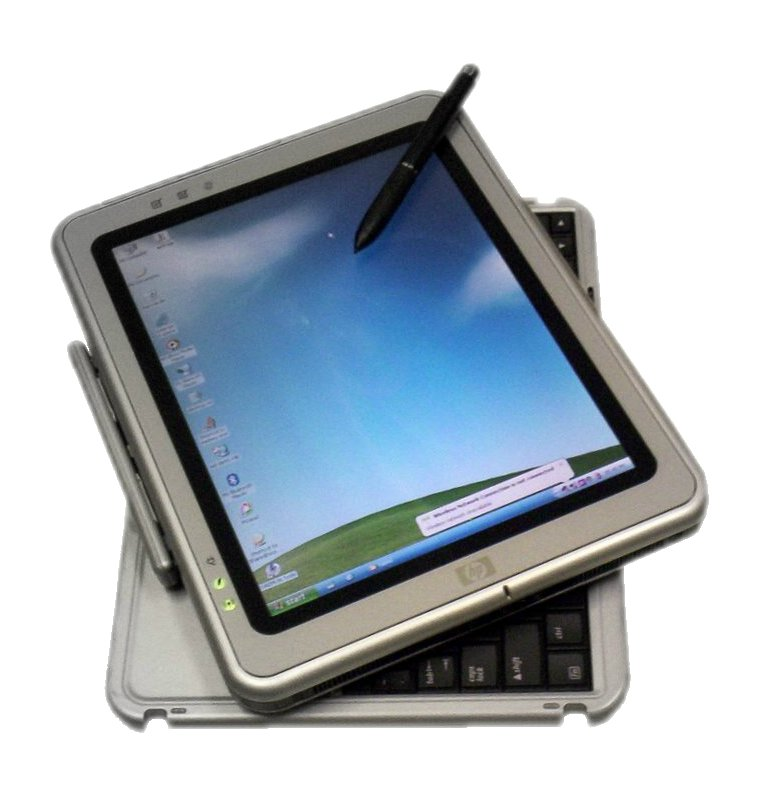
Compaq Tablet PC, da HP, lançado em 2001, rodando Windows XP

A popularização deste tipo de computador começou a dar-se com o lançamento do iPad pela Apple Inc. - que já havia sido responsável pela difusão dos MP3 players e smartphones com o iPod e o iPhone - em janeiro de 2010, que, inspirado no sucesso dos smartphones, utilizava uma ecrã sensível ao toque dos dedos, dispensando canetas especiais, e um sistema operacional diferente do utilizado nos computadores comuns operados por rato/mouse e teclado.
Após o enorme sucesso do iPad, outras fabricantes passaram a desenvolver tablets com recursos semelhantes utilizando principalmente o sistema operacional Android da Google, embora, na época, o sistema ainda não oferecesse renderização otimizada para tablets, já que havia sido desenvolvido para funcionar apenas em smartphones. O Samsung (Galaxy Tab) foi um dos primeiros competidores a apresentar recursos semelhantes utilizando o sistema Android ainda não otimizado para tablets. Uma nova versão do sistema operacional da Google foi lançada em 2011 para suprir a necessidade de otimização para tablets; apelidada de Honeycomb, a versão 3.0 do Android foi feita especialmente para tablets, e, com ela, surgiu uma nova leva de produtos competidores, agora com maior capacidade de enfrentar o iPad.
Em 2011, a Microsoft anunciou o desenvolvimento de uma nova versão do seu sistema operacional; o chamado Windows 8 teve, entre seus principais alvos, os tablets.
Em 2012, a Companhia Brasileira de Tecnologia Digital lança o primeiro tablet voltado para crianças do mercado brasileiro: o Tablet OZ Meu Primeiro Gradiente, com conteúdos exclusivos e controles de conteúdo. O produto marca a volta da marca Gradiente ao mercado brasileiro.

## Vendas

### Número de unidades vendidas
- 2011 - 72 milhões
- 2012 - 128,3 milhões (45,8% Android)[21]
- 2013 - 195 milhões (61,9% Android).[22] Em Portugal, 700 mil.[23]
- 2014 - 233,6 milhões (69,7% Android).[22] Em Portugal, 825 mil.[23]

### Número de unidades vendidas no Brasil[24]
| Ano  | Milhões Un. |
| ---- | ----------- |
| 2011 | 1,1         |
| 2012 | 3,1         |
| 2013 | 8,4         |
| 2014 | 9,5         |
| 2015 | 5,8         |
| 2016 | 4,0         |

### Queda e recuperação das vendas
As fabricantes de tablets tiveram alguns anos de intenso crescimento nas vendas a partir de 2011, mas a falta de aplicativos exclusivos, o aumento da tela de smartphones e um ciclo de troca muito maior que dos celulares fizeram com que houvesse uma reviravolta nesse quadro, fazendo com que as vendas entrassem em declínio. Depois de 2014, melhor ano para as fabricantes de tablets, as vendas vêm caindo ano após ano e não é esperada nenhuma reviravolta já que esse movimento de queda não é apenas nacional, está acontecendo no mundo todo e, por isso, a Apple, uma das principais fabricantes de tablets, fechou sua fábrica no Brasil, depois de três quedas de 2 dígitos nas vendas.
A partir de 2020, com a pandemia de COVID-19, o aumento de pessoas em casa e também a procura de mídia, fizeram com que os tablets voltassem a ter venda significativas, empresas como Amazon, Motorola e Nokia voltaram a produzir tablets devido a esse aumento da procura

## Utilização pedagógica
Do ponto de vista pedagógico, os tablets podem ser utilizados em diferentes aspectos do processo de aprendizagem, desde a ativação do conhecimento prévio e melhoria do ensino, permitindo o processamento do conhecimento didático através de tarefas de aprendizagem complexas, bem como permitindo a prática de tarefas parciais para avaliar o conhecimento e as habilidades do aluno. Por isso, várias escolas integraram os tablets em práticas de ensino para conseguir uma educação mais ativa e personalizada e fortalecer as habilidades individuais de seus alunos. O levantamento anual em matéria de tablets e conectividade, realizado em maio de 2014 pela British Educational Suppliers Association, revelou que 76% das escolas secundárias adotaram o uso de tablets em suas aulas.

## Leitores de livros eletrônicos (e-book readers)
- Amazon Kindle[30]
- Kobo
- Barnes & Noble Nook[31]
- Samsung Papyrus[32]